# Castelnuovo Bocca d'Adda
Pour les articles homonymes, voir Castelnuovo.
Castelnuovo Bocca d'Adda est une commune italienne d'environ 1 700 habitants, située dans la province de Lodi en Lombardie, dans le nord-ouest de l'Italie.
Son nom, dont la traduction littérale en français pourrait être « Nouveau Château Bouche d'Adda », lui vient du fait que c'est à cet endroit que le fleuve Adda se jette dans le Pô.

## Géographie
La position de ce village est située à un carrefour : il se trouve à mi-chemin entre Plaisance et Crémone, à 40 km au sud de la capitale provinciale, Lodi.

## Histoire
Polybe, dans ses Histoires, signale que le territoire où se situe de nos jours Castelnuovo Bocca d'Adda a été colonisé par les Romains au IIIe siècle av. J.-C. après avoir appartenu aux Gaulois Insubres. Sa position stratégique, a, par la suite suscité de l'intérêt tout au long du Moyen Âge.

## Économie
L'économie relève principalement de l'agriculture, avec des élevages des bovins et de porcs, et de la production de maïs. Il y a aussi des petites industries artisanales, même si la majorité des travailleurs vont travailler en ville.

## Monuments et patrimoine
- Le château des Visconti transmis, en 1705 à la famille Stanga.
- L'église paroissiale, consacrée  à la Vierge Marie par l'évêque Carlo Pallavicino le 14 juillet 1471, restaurée en 1976 et 2006.
- En arrivant de Lodi, à l'entrée du village, se trouve la Chapelle de Notre-Dame de la Campagne (1707), qui était la chapelle funéraire de la famille Stanga.

## Autres images

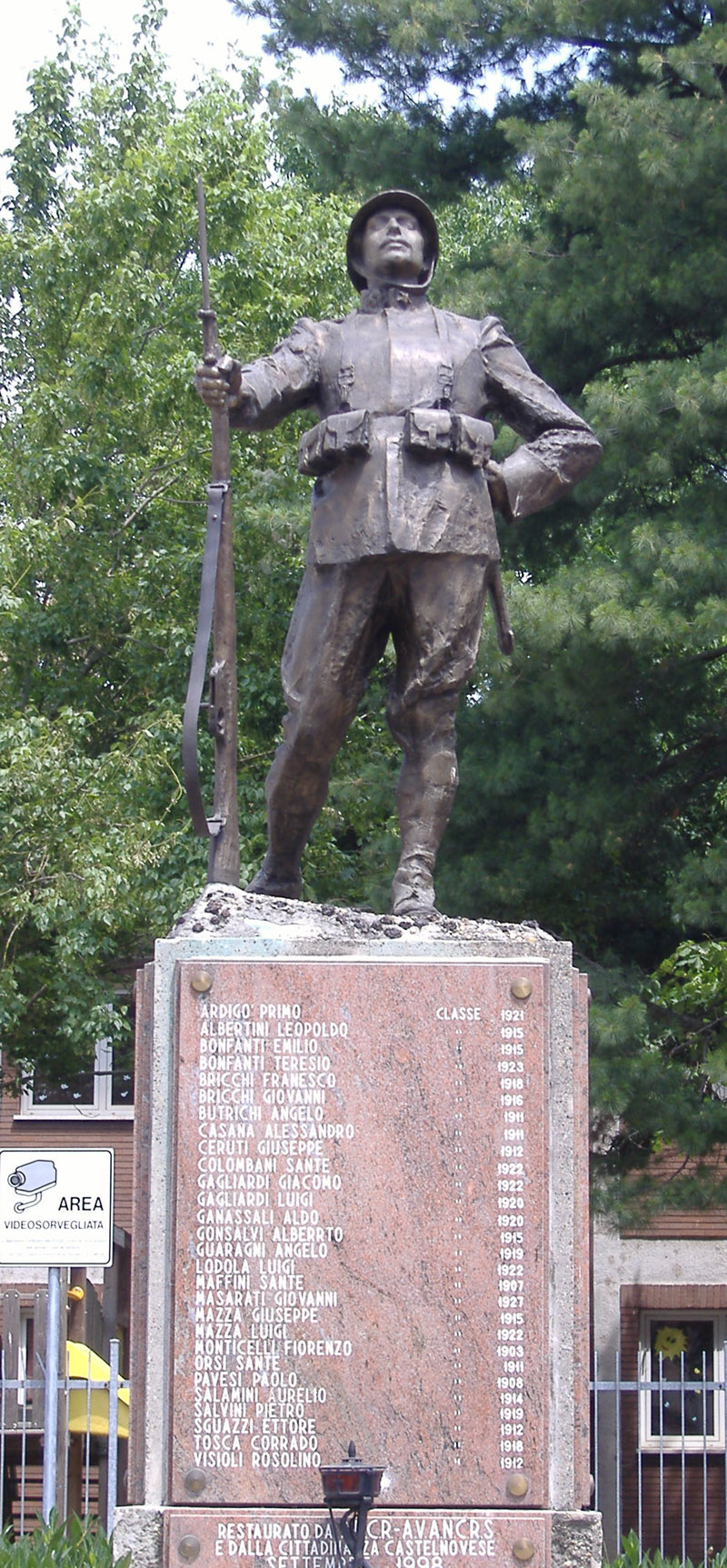
Le monument aux soldats morts dans les deux guerres mondiales
La petite Chapelle de Notre Dame de la Campagne, 1707

## Administration
| Période                                  | Période | Identité | Étiquette | Qualité |
| ---------------------------------------- | ------- | -------- | --------- | ------- |
|                                          |         |          |           |         |
| Les données manquantes sont à compléter. |         |          |           |         |

### Hameaux
Sant'Antonio

### Communes limitrophes
Crotta d'Adda, Maccastorna, Meleti, Monticelli d'Ongina, Caselle Landi, Caorso